# Cowiea borneensis
Cowiea borneensis är en måreväxtart som beskrevs av Herbert Fuller Wernham. Cowiea borneensis ingår i släktet Cowiea och familjen måreväxter. Inga underarter finns listade i Catalogue of Life.